# Università di Siegen
L'Università di Siegen (Universität Siegen) si trova nella città di Siegen, nel Bundesland Renania Settentrionale-Vestfalia. L'università fu fondata nell'anno 1972. Nell'anno accademico 2017 c'erano 18.618 studenti iscritti. Nel 2017 c'erano 262 professori.